# Bristol Blenheim
Бристол Бленхайм (на английски: Bristol Blenheim) е британски високоскоростен лек бомбардировач, широко използван в началото на Втората световна война. По-късно той е модифициран успешно в тежък изтребител. Произведените в Канада бройки са използвани за борба с подводници и тренировъчни самолети. Това е първият британски самолет, който има изцяло метална външна обшивка и един от първите, използващи прибираем колесник, задкрилки, картечна кула и въздушни винтове към двигателите с регулируема променлива стъпка.